# Gotham City Gauntlet: Escape from Arkham Asylum
Gotham City Gauntlet: Escape from Arkham Asylum (eerder Road Runner Express) is een wildemuis-achtbaan in opbouw in het attractiepark Six Flags New England in de Amerikaanse stad Springfield, Massachusetts. De achtbaan was bedacht als kinderachtbaan maar door de hoge minimumlengte (120 cm) is dit niet gelukt. Van 2000 tot de sluiting in begin 2010 heeft de achtbaan gestaan in Six Flags Kentucky Kingdom

## Verplaatsing
Bij de sluiting van Six Flags Kentucky Kingdom bleek dat slechts een aantal gedeelten van het park, formeel eigendom van Six Flags waren. Doordat Six Flags niks zag in verdere samenwerking met Kentucky State Fair Board, verplaatste Six Flags alle op hun eigendom staande attracties, waaronder de Road Runner Express. In april 2011 is de achtbaan in Six Flags New England geopend onder de naam Gotham City Gauntlet: Escape from Arkham Asylum. Six Flags New England zou in 2009 eigenlijk al een wilde muis bouwen in de vorm van Dark Knight, maar door problemen met de vergunning werd deze baan nooit afgebouwd en verplaatst naar Six Flags Mexico.
Gesloten achtbanen: Chang · Greezed Lightnin' · Roller Skater · T² · Thunder Run · Stormchaser

Eerder gesloten en weggehaald: Road Runner Express · Starchaser · Vampire